# Physikalische Zeitschrift
Physikalische Zeitschrift – niemieckie pismo naukowe specjalizujące się w dziedzinie fizyki, wydawane w latach 1899–1945 przez S. Hirzel Verlag. Opublikowano w nim wiele artykułów i wystąpień konferencyjnych, w tym prace laureatów nagrody Nobla, na przykład Wilhelma Wiena, Maxa Plancka, Johannesa Starka i Alberta Einsteina oraz artykuł Theodora Wulfa.